# Superhero (canção de Daze)
Superhero é uma canção da banda dinamarquêsa de eurodance Daze como single de estreia da banda e de seu álbum, Super Heroes. Este single teve grande sucesso na Escandinávia e atingiu a posição de número 2 na Dinamarca, Finlândia e Noruega. No Eurochart Hot 100, a música chegou ao número 91. Os dois singles seguintes "Toy Boy" e "Together Forever (The Cyber Pet Song)" também foram grandes hits na Escandinávia. Houve dois vídeoclipes diferentes para acompanhar a música.

## Desempenho nas tabelas musicais

### Tabela musical
| Tabela musical (1997)                 | Posição de pico |
| ------------------------------------- | --------------- |
| Dinamarca - (IFPI)                    | 2               |
| Europa - (Eurochart Hot 100)          | 91              |
| Finlândia - (Suomen virallinen lista) | 2               |
| Países Baixos - (Dutch Top 40)        | 23              |
| Países Baixos - (Single Top 100)      | 32              |
| Nova Zelândia - (Recorded Music NZ)   | 42              |
| Noruega - (VG-Lista)                  | 2               |
| Suécia - (Sverigetopplistan)          | 11              |
| Estados Unidos - (Billboard Hot 100)  | 88              |

## Ligações Externas
- "Letras dessa música" no MetroLyrics